# Чемпионат России по вольной борьбе 2006
Чемпионат России по вольной борьбе 2006 года проходил с 13 по 16 июля в Нижневартовске, являлся отборочным турниром на чемпионат мира 2006 года в Гуанчжоу.

## Медалисты
| Категория | Золото                             | Серебро                        | Бронза                                                            |
| --------- | ---------------------------------- | ------------------------------ | ----------------------------------------------------------------- |
| До 50 кг  | Нариман Исрапилов Дагестан         | Евгений Колбин ХМАО            | Шамиль Салихов Дагестан Магомедсалам Муталимов Дагестан           |
| До 55 кг  | Бесик Кудухов Северная Осетия      | Осип Михайлов Якутия           | Джамал Отарсултанов Москва Казбек Шамсутдинов Дагестан            |
| До 60 кг  | Мавлет Батиров Дагестан            | Гаджимурад Абдуллаев Дагестан  | Баир Ильин Бурятия Рамазан Саритов Красноярск                     |
| До 66 кг  | Махач Муртазалиев Дагестан         | Ирбек Фарниев Северная Осетия  | Заур Ботаев Красноярск Артыш Тамбулак Кемерово                    |
| До 74 кг  | Денис Царгуш Москва                | Али Айбазов Карачаево-Черкесия | Чамсулвара Чамсулвараев Дагестан Мурад Гаджимурадов Дагестан      |
| До 84 кг  | Сажид Сажидов Дагестан             | Адам Сайтиев Красноярск        | Науруз Темрезов Карачаево-Черкесия Георгий Кетоев Северная Осетия |
| До 96 кг  | Хаджимурат Гацалов Северная Осетия | Хетаг Гозюмов Северная Осетия  | Рустам Агаев Чечня Тохтар Темрезов Карачаево-Черкесия             |
| До 120 кг | Курамагомед Курамагомедов Дагестан | Билял Махов Дагестан           | Али Исаев Дагестан Алексей Воронин Воронеж                        |